# Cubachelifer strator
Cubachelifer strator är en spindeldjursart som beskrevs av Clarence Clayton Hoff 1946. Cubachelifer strator ingår i släktet Cubachelifer och familjen tvåögonklokrypare. Inga underarter finns listade i Catalogue of Life.